# Hŭich’ŏn
Hŭich’ŏn (kor. 희천) – miasto w Korei Północnej, w prowincji Chagang. W 2008 roku liczyło ok. 168 tys. mieszkańców.